# پارک آدیرونداک
پارک آدیرونداک (انگلیسی: Adirondack Park) یک منطقه محافظت شده در ایالت نیویورک، ایالات متحده آمریکا است.
این پارک که در سال ۱۸۹۲ تاسیس شده دارای ۹٬۳۷۵ کیلومتر مربع مساحت است.